# Чолич, Здравко
Здра́вко Чо́лич (серб. Zdravko Čolić, Здравко Чолић; р. 30 мая 1951) — югославский и сербский эстрадный певец и композитор из Боснии и Герцеговины, представлявший Югославию на конкурсе «Евровидение» в 1973 году.

## Детство
Здравко Чолич родился 30 мая 1951 года в Сараеве, куда его родители Владимир и Стана Чоличи переехали из городка Требине. Отец служил в милиции, мать была домохозяйкой. Здравко рано проявил интерес к спорту: сначала он играл за юношеский состав сараевского футбольного клуба «Железничар», затем ушёл в лёгкую атлетику. Однако его спортивная карьера не состоялась — Здравко не хватало необходимой для этого строгой дисциплины.
Чолич учился в общеобразовательной школе им. Владимира Перича Валтера в сараевском районе Грбавица. Иногда участвовал в постановках местного «Пионерского театра» (серб. «Pionirsko pozorište»). Также он учился играть на гитаре в местной музыкальной школе.

## Юность

### Начало карьеры
Помимо музыкальной школы Здравко играл на гитаре и на сараевских улицах. Чолич и его приятель Брацо Исович создали дуэт, который стал известен местным жителям, как «Чола и Иса из Грбавицы». Начинающие музыканты пытались перепевать югославские и итальянские шлягеры.
Сценический дебют Чолича как певца состоялся в конце 1968 года, когда он отправился отдыхать на черногорское побережье, в Баошичи, где у его отца был дом. Ещё один приятель Здравко, Недим Идризович, уговорил его съездить в соседнюю Биелу, где проходил конкурс местной самодеятельности, посвящённый Дню Республики. Чолич занял второе место, исполнив песню «Lady Madonna» группы «The Beatles».
Вернувшись в Сараево, окрылённый неожиданным успехом, Чолич приходит в свою первую музыкальную группу — «Mladi i lijepi» (серб. «Молодые и красивые»). Сотрудничество длится недолго: в это время Здравко ещё учится в гимназии. Но уже в 1969 году он находит более профессиональный, с его точки зрения, коллектив — «Ambasadori» (серб. «Послы»), в работе которого будет участвовать следующие два с половиной года.

### Ambasadori
На момент прихода Чолича «Ambasadori» были по сути военным ансамблем: все музыканты за исключением руководителя Слободана Вуйовича были курсантами. Основу репертуара составляли ритм-энд-блюзовые композиции «Chicago», Отиса Реддинга, Уилсона Пикетта и других. Также в обязательном порядке в программу выступления включались новые и старые югославские хиты. Всё это чередовалось с композициями, сочинёнными самими курсантами. Долгое время «Ambasadori» имели сложности с проведением концертов, от многих из которых приходилось отказываться — организацию каждого нужно было согласовывать с командованием части.
Осознавая, что в подобной ситуации их возможности сильно ограничены, в 1970 году Вуйович и Чолич решают создать группу «Novi ambasadori». Они приглашают барабанщика Перицу Стояновича, клавишника Владо Правдича, саксофониста Лале Стефановича и бас-гитариста Златко Холда. Репертуар нового коллектива составляют не только привычные для основателей ритм-энд-блюзовые композиции, но и песни «Led Zeppelin», «Blood, Sweat & Tears», «Creedence Clearwater Revival» и т. п.
Летом 1970 года «Novi ambasadori» вместе с группой «Indexi» отправляются в свой первый гастрольный тур из Сараева в Дубровник. В 1971 году они занимают на сараевском ежегодном музыкальном фестивале «Vaš šlager sezone» 7-е место с песней «Plačem za tvojim usnama», которая сразу же издаётся фирмой «Beograd disk» на сингле «Plačem za tvojim usnama / Zapjevaj». Кроме первого сингла музыканты получили и первую возможность заявить о себе в телевизионном эфире. Одним из тех, кто увидел их тогда по телевизору был Корнелие Ковач — композитор и продюсер, с которым Здравко Чолич сотрудничает и по сей день. Ковач, будучи на тот момент уже влиятельной фигурой в мире югославской популярной музыки, был удивлён хорошим голосом Чолича и его умением держаться на сцене.
Певцу скоро была предложено место дублирующего вокалиста группы «Indexi». Несколько раз он выступал в этом качестве, заменяя основного вокалиста группы Даворина Поповича.

### Korni
В конце лета Корнелие Ковач приглашает Здравко в группу «Korni» (серб. «Корни») на замену только что ушедшему солисту Дадо Топичу. В отличие от «Ambasadori», «Korni» имели собственный репертуар и более серьёзный подход к музыке.
10 сентября 1971 года двадцатилетний Чолич переезжает из Сараева в Белград. Однако сотрудничество с «Korni» не складывается: певцу, ориентированному на исполнение шлягеров, трудно исполнять композиции в жанре прогрессивного рока. Вместе с группой ему удаётся записать лишь 3 песни: «Kukavica», «Gospa Mica gazdarica» и «Pogledaj u nebo». Все они сразу же издаются на сингле белградской фирмой грамзаписи «PGP RTB». Песня «Gospa Mica gazdarica», которую стали передавать по радиостанциям Югославии, вызвала многочисленные жалобы слушателей и скоро была убрана из эфира из-за провокационного содержания. В песне молодой человек просит пожилую хозяйку квартиры разрешить ему лечь в её кровать. «Gospa Mica gazdarica» отчасти перекликается с тогдашней жизнью Чолича в Белграде, когда ему приходилось переезжать из одной съёмной квартиры в другую.
Скоро Чолич и Ковач пришли к выводу, что Здравко лучше выступать сольно. Для подготовки к этому, всего через полгода после отъезда, Чолич возвращается обратно в Сараево.

## Сольная карьера

### Участие в фестивалях и конкурсах
15 апреля 1972 года Здравко Чолич впервые принял участие в музыкальном конкурсе, выступая сольно. На «Vaš šlager sezone» он занял третье место с песней Кемала Монтено «Sinoć nisi bila tu». Изначально Монтено писал песню для джазовой певицы Йосипы Лисац, но та в последний момент отказалась от её исполнения.
20 мая того же года состоялось организованное Корнелие Ковачем выступление Чолича в популярной музыкальной программе Белградского телевидения «Obraz uz obraz», которую вели югославские актёры Милена Дравич и Драган Николич. Чолич выступает на музыкальных фестивалях в Сплите, Приштине и Скопье, после чего отправляется на гастроли в СССР вместе с группой «Indexi», Бисерой Велетанлич, Сабахудином Куртом и Сабиной Варешанович.
Победив на фестивале в Опатии с ещё одной песней Кемала Монтено — «Gori vatra», Здравко Чолич получил право представлять Югославию на конкурсе «Евровидение». 7 апреля 1973 года в Люксембурге песня «Gori vatra» разделила с песней «Sans toi» в исполнении французской певицы Мартин Клемансо 15-е место из 17-ти возможных. Несмотря на явное поражение на конкурсе, песня сразу стала хитом в Югославии.
Участие в «Евровидении» позволило Чоличу быстро стать популярным на родине. 23 ноября 1974 года он побеждает на белградском фестивале «Hit parada» с песней «Ona spava». В следующем году с песнями Ковача «April u Beogradu» и «Zvao sam je Emili» Здравко побеждает на «Beogradsko proleće» и сараевском «Vaš šlager sezone». Несколько позднее появляются песни «Bling blinge bling» (автор — Корнелие Ковач), «Ljubav je samo riječ» (автор — Войкан Бориславлевич) и «Zelena si rijeka bila» (автор — Кемал Монтено).
Тогда же Чолич заключает контракт с немецким лейблом «WEA» и записывает два сингла с песнями на немецком языке — «Madre Mia / Rock n roll himmel» и «Alles was ich hab / Lampenfieber». Продюсеры посчитали, что имя «Zdravko» будет слишком сложным для восприятия немецкоязычными слушателями, поэтому придумали Чоличу псевдоним — «Dravco». Вскоре контракт был расторгнут, поскольку Чолич не захотел переезжать в ФРГ.

### Дебютный альбом
Альбом «Ti i ja» был выпущен в 1975 году загребской фирмой «Jugoton». Бо́льшую часть альбома составили песни, написанные Корнелие Ковачем. Автором композиций «Igraš se vatrom» и «Loše vino» стал гитарист сараевской группы «Bijelo Dugme» и начинающий композитор Горан Брегович. С Бреговичем и фотохудожником Драганом Стефановичем, создавшим обложку для альбома, Чолич, так же, как и с Ковачем, будет сотрудничать на протяжении долгих лет.
Несмотря на достаточное признание у публики, Чолич продолжает участвовать в музыкальных фестивалях наряду с начинающими исполнителями. На одном из них — в Загребе, в 1976 году — он, к удивлению многих, занимает всего лишь четвёртое место. В конце 1976 года Здравко отправляется в турне по всей Югославии с группой «Indexi». В следующем, 1977 году, Чолич выступает на фестивале в Загребе с песней «Živiš u oblacima», а затем — теперь уже в последний раз — в том же Загребе на фестивале революционных и патриотических песен с композицией «Druže Tito mi ti se kunemo», сингл с которой позднее будет распродан в количестве 300 000 копий.

### Популярность
Вышедший в 1978 году второй альбом Здравко Чолича «Ako priđeš bliže» оказался более успешным, чем «Ti i ja». За первые две недели было продано около 50 000 копий. В альбом вошли такие композиции, как «Glavo luda», «Zagrli me», «Juče još», «Pjevam danju, pjevam noću», «Jedna zima s Kristinom» и «Produži dalje».
1 апреля 1978 года начался гастрольный тур Чолича с танцевальной группой «Lokice» в поддержку альбома, разошедшегося к тому моменту тиражом более 150 000 копий. На протяжении всего тура на концертах повторялась одна и та же ситуация: толпы поклонниц пытались прорваться на сцену. Никогда прежде Югославия не сталкивалась с подобной степенью популярности эстрадного исполнителя. Заключительный концерт тура проходил на белградском стадионе «Црвена звезда» 5 сентября 1978 года. Все 70 000 билетов были проданы, несмотря на то, что за пять месяцев до этого, 4 и 8 апреля, Чолич уже давал концерты в белградском «Хала Пионир». После окончания тура выяснилось, что продано уже более 700 000 копий альбома. В 1999 году альбом был переиздан тиражом в 1 000 000 копий.
Белградским музыкальным журналистом Душаном Савковичем и режиссёром Йованом Ристичем был снят фильм «Pjevam danju, pjevam noću», посвящённый гастрольному туру Чолича 1978 года и пути, которым Здравко шёл к подобному успеху.
Так же Чоличем вновь заинтересовался лейбл «WEA», руководство которого предложило ему возобновить контракт. Теперь Чолич записал сингл на английском: песни «Jedina» и «Zagrli me» были переделаны в «I’m Not a Robot Man» и «Light Me». Однако певец во второй раз отказался переезжать в ФРГ, а вместо этого 14 ноября 1978 года отправился на срочную службу в Югославскую народную армию. Отслужив сперва в Валеве, а затем в Белграде и Пожареваце, Здравко Чолич демобилизовался из рядов ЮНА 14 сентября 1979 года.

### Лондонские альбомы
Записанный в 1980 году в Лондоне альбом «Zbog tebe», так же, как и все последующие, не смог повторить успеха «Ako priđeš bliže», но был, тем не менее, продан тиражом 400 000 копий. В 1981 году выходит альбом «Malo pojačaj radio», так же записанный в Лондоне. В работе над альбомом кроме уже сотрудничавших с Чоличем ранее Корнелие Ковача, Горана Бреговича и Марины Туцакович принимает участие Джордже Балашевич. С этим же альбомом связан дебют Чолича в качестве композитора: он пишет музыку к песне «Što si prepotentna» на стихи Бреговича и Туцакович. Количество проданных копий альбома на этот раз ещё меньше — около 300 000.
Последним «лондонским» альбомом певца становится «Šta mi radiš», вышедший в 1983 году. В него входит баллада «Stanica Podlugovi», в дальнейшем включающаяся во все сборники лучших песен Здравко Чолича.

### Музыкальный бизнес с Бреговичем
В 1983 году Чолич переезжает из Сараева в пригород Любляны Домжале. Постепенно он сокращает количество концертов и посвящает основное время музыкальному бизнесу. Вместе с Гораном Бреговичем он создаёт лейбл «Kamarad». Следующий большой гастрольный тур Чолича по всей Югославии проходит в 1985 году, и посвящён выходу альбома «Ti si mi u krvi». Кроме одноимённой композиции, сочинённой Корнелие и Споменкой Ковачами, в него входят песни, написанные в народной манере: «Ruška», «Sto cigana» и «Ti možeš sve, al’ jedno ne».
Следующий гастрольный тур, опять же посвящённый выходу нового альбома — «Zdravko Čolić», проводится певцом только через три года — в 1988. Альбом не получил высокой оценки музыкальных критиков, несмотря на то, что на нём были такие песни, как «Oj djevojko, selen velen», «Hej suzo» и «Samo ona zna», впоследствии полюбившиеся слушателям. Гастрольный тур 1988 года не оправдал и финансовых ожиданий Здравко, который опять был вынужден заняться записью и изданием альбомов других музыкантов на лейбле «Kamarad».
В 1990 году белградская компания «Komuna» издаёт альбом Здравко Чолича «Da ti kažem šta mi je». Продюсером и аранжировщиком, а также автором большинства песен становится Горан Брегович. Заглавную композицию пишет лидер сараевской группы «Merlin» Эдин Дервишхалидович (в дальнейшем получивший известность, как автор первого гимна Боснии и Герцеговины «Jedna si jedina», и как популярный певец Дино Мерлин).

### 1990-е
Из-за межнациональной напряжённости, а затем и начавшейся войны в Хорватии, Здравко Чолич возвращается из Загреба, где к тому моменту проживал, в Сараево. Однако в 1992 году ему приходится уехать и оттуда из-за начала Боснийской войны. Певец даёт концерты в небольших залах за пределами бывшей Югославии и работает помощником Горана Бреговича, записывающего в это время музыку к фильмам Эмира Кустурицы. В 1994 году компании «Komuna» и «PGP RTS» издают сборник лучших песен Чолича «Posljednji i prvi», который становится одним из самых продаваемых в тогдашней Югославии.
После семилетнего перерыва, в 1997 году Чолич записывает альбом «Kad bi moja bila». Музыку к песням он сочиняет совместно с Гораном Бреговичем. Также Брегович вновь становится продюсером и аранжировщиком очередного альбома певца. Тексты пишут Марина Туцакович и участник рок-групп «Riblja čorba» и «Bajaga i Instruktori» Момчило Баягич.
В июне 1998 года проходит концерт Чолича в черногорской Будве, после чего певец решает провести 9 концертов в Белграде, все билеты на которые были распроданы. После этого Здравко Чолич выступает в Приштине, несмотря на вооруженное противостояние в Косове между сербами и албанцами.

### Возвращение на сцены бывшей Югославии

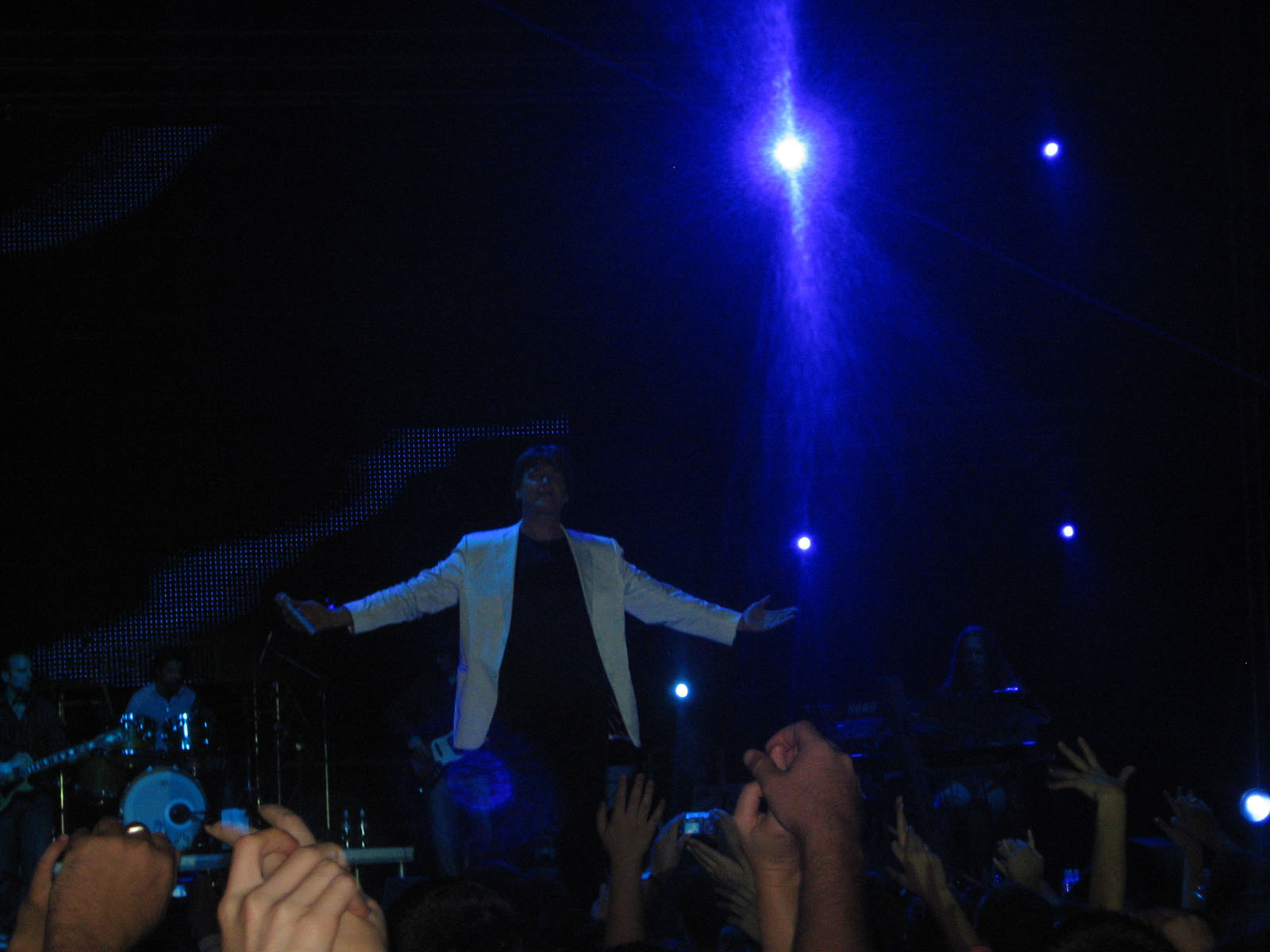
Выступление в Пироте (Сербия) 30 августа 2008 года

В конце 2000 года на белградском лейбле «BK Sound» вышел десятый по счёту студийный альбом Здравко Чолича. Он получил название «Okano» по одноимённой песне, музыку к которой написал сам Чолич. Альбом был издан тиражом 500 000 копий, а сам певец отправился в первый после 1988 года гастрольный тур по всем крупным городам бывшей Югославии. Тур завершился в Белграде 30 июня 2001 года концертом на стадионе «Црвена звезда». На самом стадионе присутствовали 80 000 человек, ещё 4 000 000 — смотрели прямую трансляцию по телевидению.
24 декабря 2003 года Чолич представил свой одиннадцатый альбом «Čarolija». В мае 2004 года начался очередной тур певца по странам бывшей Югославии, завершившийся в конце года.
В октябре 2005 года состоялись 2 концерта Чолича на «Белградской Арене». Позднее записи этих концертов были изданы на CD и DVD.
В декабре 2006 года вышел альбом «Zavičaj». Работа по его записи велась не только на сербских студиях, но и на принадлежащей Питеру Гэбриелу «Real World Records» и студии «Abbey Road» в Лондоне. Изначальный тираж альбома составил 300 000 копий. Первые 100 000 копий были распроданы за 2 дня.

## Семья
Здравко Чолич живёт в Белграде с женой Александрой, свадьба с которой состоялась в мае 2001 года.
У них две дочери: Уна Звездана (р. 1 октября 2001) и Лара (р. 10 августа 2006).

## Интересные факты
В репертуаре Здравко Чолича есть песня Олега Газманова «На заре» («Zločin i kazna»; автор сербского текста — Джордже Балашевич) и песня Константина Меладзе «Красиво» («Krasiva»; автор сербского текста — Марина Туцакович).

## Дискография

### Синглы
- 1972 — «Sinoć nisi bila tu / Tako tiho»
- 1972 — «Stara pisma / Pod lumbrelom»
- 1973 — «Gori vatra / Isti put»
- 1973 — «Blinge blinge blinge bling / Julija»
- 1973 — «Zelena si rijeka bila / Nedam ti svoju ljubav»
- 1974 — «Dome moj / Ljubav je samo riječ»
- 1974 — «Madre Mia / Rock n roll himmel» (издан в ФРГ)
- 1974 — «Alles was ich hab / Lampenfieber» (издан в ФРГ)
- 1975 — «Ona spava / Zaboravi sva proljeća»
- 1975 — «April u Beogradu / Svitanje»
- 1975 — «Zvao sam je Emili / Sonata»
- 1976 — «Ti si bila, uvijek bila / A sad sam ja na u redu»
- 1977 — «Ljubav ima lažni sjaj / Balerina»
- 1977 — «Živiš u oblacima / Zašto spavaš»
- 1978 — «Loš glas / Ne mogu biti tvoj»
- 1978 — «Light me / I’m not a robot man» (издан в ФРГ)
- 1980 — «Druže Tito, mi ti se kunemo / Titovim putem»
- 1980 — «Любовь неповторима/Наша жизнь/Она спит» (издан в СССР)

### Студийные альбомы
- 1975 — «Ti i ja»
- 1977 — «Ako priđeš bliže»
- 1980 — «Zbog tebe»
- 1981 — «Malo pojačaj radio»
- 1983 — «Šta mi radiš»
- 1984 — «Ti si mi u krvi»
- 1988 — «Rodi me majko sretnog»
- 1990 — «Da ti kažem šta mi je»
- 1997 — «Kad bi moja bila»
- 2000 — «Okano»
- 2003 — «Čarolija»
- 2006 — «Zavičaj»
- 2010 — «Kad pogledaš me preko ramena»
- 2013 — «Vatra i barut»
- 2017 — «Ono malo sreće»

### Концертный альбом
- 2005 — «Arena 2005»

### Сборники
- 1975 — «Ona spava»
- 1991 — «Pjesme koje volimo»
- 1995 — «Prvi i posljednji»
- 1998 — «Zauvek»
- 1999 — «Zauvek 2»
- 2002 — «Balade»
- 2007 — «The Platinum Collection»
- 2008 — «39 hitova»

### DVD
- 2005 — «Beogradska Arena 2005»

## Награды
- Золотая медаль «За заслуги» (2017, Сербия)[9].